# Diplazium vestitum
Diplazium vestitum är en majbräkenväxtart som beskrevs av Karel Presl.
Diplazium vestitum ingår i släktet Diplazium och familjen Athyriaceae. Utöver nominatformen finns också underarten Diplazium vestitum borneense.